# Sister Act, acte 2
Pour les articles homonymes, voir Sister Act (homonymie).
Série Sister Act
Sister Act
(1992)
Pour plus de détails, voir Fiche technique et Distribution.
Sister Act, acte 2 ou Rock'n Nonne 2 : De retour au couvent au Québec (Sister Act 2: Back in the Habit) est un film américain réalisé par Bill Duke, sorti en 1993. Cette suite du film Sister Act sorti en 1992 reçut de mauvaises critiques mais sera tout de même un succès modeste au box-office, réalisant plus de 100 millions de recettes mondiales.

## Synopsis
Depuis son aventure au couvent Sainte Catherine, Dolores Van Cartier a démarré une belle carrière à Las Vegas en tant que chanteuse, mais elle va avoir la surprise de revoir trois sœurs, sœur Mary Robert, sœur Mary Patrick et sœur Mary Lazarus l'informant que la mère Supérieure a besoin d'elle.
En effet celle-ci demande à Dolores d'enseigner dans le collège de Saint François, la chanteuse accepte d'endosser une nouvelle fois l'habit de Sœur Mary Clarence pour sauver l'école où les sœurs sont devenues enseignantes. Cette école, située dans un quartier difficile de San Francisco est menacée de fermeture par un homme d'affaires sans scrupules, Mr. Crisp. Sœur Mary-Clarence prendra en charge la classe assez difficile de musique et finira par la transformer en chorale.

## Fiche technique
Sauf indication contraire, les informations mentionnées dans cette section peuvent être confirmées par les bases de données cinématographiques IMDb et Allociné,  présentes dans la section « Liens externes ».
- Titre original : Sister Act 2: Back in the Habit
- Titre français : Sister Act, acte 2
- Titre québécois : Rock'n nonne 2: De retour au couvent[2]
- Réalisation : Bill Duke
- Scénario : James Orr, Jim Cruickshank et Judi Ann Mason, d'après les personnages créés par Joseph Howard (pseudonyme utilisé par Paul Rudnick)
- Musique : Miles Goodman
- Direction artistique : Louis M. Mann
- Décors : John DeCuir Jr.
- Costumes : Francine Jamison-Tanchuck
- Photographie : Oliver Wood
- Son : David J. Hudson, Mel Metcalfe, Terry Porter, John Stacy, James E. Webb
- Montage : John Carter, Pembroke J. Herring et Stuart H. Pappé
- Production : Scott Rudin et Dawn Steel
  - Production déléguée : Mario Iscovich et Laurence Mark
  - Production associée : Marc Shaiman et Ron Stacker Thompson
  - Coproduction déléguée : Christopher Meledandri
- Société de production : Touchstone Pictures
- Sociétés de distribution : Buena Vista Pictures Distribution (États-Unis) ; Gaumont Buena Vista International (GBVI) (France)
- Budget : 41 millions de dollars[3]
- Pays de production :  États-Unis
- Langue originale : anglais
- Format : couleur (Technicolor) — 35 mm — 1,85:1 (Panavision) - son Dolby stéréo
- Genre : comédie musicale
- Durée : 107 minutes
- Dates de sortie[4] :
  - États-Unis, Québec : 10 décembre 1993[2]
  - France : 23 mars 1994
- Classification :
  - États-Unis : certaines scènes ou propos sont susceptibles de heurter la sensibilité des plus jeunes - accord parental souhaitable (PG - Parental Guidance Suggested)[N 1]
  - France : tous publics (conseillé à partir de 10 ans)[5],[6]
  - Québec : tous publics – pour enfants (G - General Rating)[2]

## Distribution
- Whoopi Goldberg (VF : Maïk Darah ; VQ : Anne Caron) : Dolores Van Cartier/Sœur Mary Clarence
- Kathy Najimy (VF : Monique Thierry ; VQ : Johanne Léveillé) : Sœur Mary Patrick
- Wendy Makkena (VF : Martine Irzenski ; VQ : Hélène Lasnier) : Sœur Mary Robert
- Maggie Smith (VF : Jacqueline Porel ; VQ : Élizabeth Chouvalidzé) : Mère Supérieure
- Mary Wickes (VF : Liliane Gaudet ; VQ : Yolande Roy) : Sœur Mary Lazarus
- Lauryn Hill (VF : Sylvie Laporte ; VQ : Hélène Mondoux) : Rita Louise Watson
- James Coburn (VF : Jean-Claude Michel ; VQ : Aubert Pallascio) : M. Crisp
- Barnard Hughes (VF: Teddy Bilis ; VQ : Hubert Fielden) : Père Maurice
- Michael Jeter (VF : Denis Boileau ; VQ : Jacques Lavallée) : Père Ignatius
- Ryan Toby (VF : Christophe Lemoine ; VQ : Olivier Visentin) : Westley Glen "Ahmal" James
- Brad Sullivan (VQ : Yves Massicotte) : Père Thomas
- Devin Kamin (VF : Kamel Houairi ; VQ : Sébastien Dhavernas) : Frankie
- Tanya Blount (VF : Annabelle Roux) : Tanya
- Ron Johnson (VQ : Bernard Fortin) : Richard "Sketch" Pinchum
- Alanna Ubach (VF : Laurence Crouzet) : Maria
- Sheryl Lee Ralph (VF : Élisabeth Wiener ; VQ : Sophie Faucher) : Florence Watson
- Christian Fitzharris : Tyler Chase
- Jennifer Love Hewitt (VQ : Violette Chauveau) : Margaret
- Robert Pastorelli (VF : Mario Santini ; VQ : Luis De Cespedes) : Joey Bustamante
- Jenifer Lewis : Une des deux choristes de Las Vegas
- Thomas Gottschalk : Père Wolfgang
- Bill Duke : Gérant du market, patron de Richard "Sketch" Pinchum (caméo)

## Production

### Bande originale
| 1.    | The Greatest Medley Ever Told                      | Deloris & The Ronelles       | 4:03 |
| 2.    | Never Should've Let You Go                         | Hi-Five                      | 4:42 |
| 3.    | Get Up Offa That Thing / Dancing in the Street     | Deloris and The Sisters      | 3:21 |
| 4.    | Oh Happy Day                                       | The St. Francis Choir        | 3:59 |
| 5.    | Ball of Confusion (That's What The World Is Today) | Deloris and The Sisters      | 2:28 |
| 6.    | His Eye is on the Sparrow                          | Tanya Blunt et Lauryn Hill   | 4:30 |
| 7.    | A Deeper Love                                      | Aretha Franklin              | 4:05 |
| 8.    | Wandering Eyes                                     | Nuttin' Noyce                | 3:43 |
| 9.    | Pay Attention                                      | Valeria Andrews et Ryan Toby | 4:30 |
| 10.   | Ode to Joy                                         | The Chapman College Choir    | 1:33 |
| 11.   | Joyful, Joyful                                     | The St. Francis Choir        | 4:21 |
| 12.   | Ain't No Mountain High Enough                      | Deloris and the Cast         | 3:02 |
| 44:17 |                                                    |                              |      |

## Accueil

### Accueil critique
Sur le site Rotten Tomatoes le film obtient une moyenne de 17% de critiques positives sur 36 votes collectées.

## Distinctions

### Récompense
- Kids' Choice Awards 1994 : Blimp Award de l'actrice de cinéma préférée pour Whoopi Goldberg

### Nominations
- American Comedy Awards 1994 : actrice de second rôle la plus drôle dans un film pour Kathy Najimy
- MTV Movie Awards 1994 : meilleure performance comique pour Whoopi Goldberg
- Young Artist Awards 1995 : meilleur film familial - comédie ou comédie musicale

## Éditions en vidéo
- En France, le film Sister Act, acte 2 est sorti en DVD le 29 septembre 1999[12]. Le film est ressorti en DVD le 3 mai 2002[13] et en Blu-ray le 5 septembre 2012[14]. Le film est également sorti en VOD le 11 juillet 2018[5].
- Au Québec, le film est sorti en DVD / Blu-ray le 18 janvier 2000[15].

## Autour du film
Deux acteurs, David Kater et Deedee Magno étaient des mouseketeers, acteur de la version des années 1990 de l'émission All New Mickey Mouse Club, et ont ainsi côtoyé des mouseketeers devenus célèbres tels que Christina Aguilera, Keri Russell, Britney Spears et Justin Timberlake.
Jennifer Love Hewitt (héroïne de la série Ghost Whisperer), encore adolescente, joue un petit rôle dans ce film.
Lauryn Hill, tient le rôle de Rita Louise Watson. On la retrouvera quelques années après en tant que chanteuse du groupe Fugees aux côtés de Pras Michel et Wyclef Jean.
Whoopi Goldberg, pendant le film,  parle à Lauryn Hill et fait référence à un livre nommé "Lettres à un jeune poète" de Rainer Maria Rilke